# Sarah Carter
Sarah Carter (ur. 30 października 1980 w Toronto) – kanadyjska aktorka filmowa i telewizyjna.

## Życiorys
Dorastała w Winnipeg w stanie Manitoba. Podczas edukacji w szkole średniej interesowała się głównie tańcem, wystąpiła też w kilku przedstawieniach, m.in. jako Dorotka w "Czarnoksiężniku z Krainy Oz". Po maturze zrobiła sobie rok przerwy od nauki, aby zwiedzić Europę. Następnie wstąpiła do Ryerson Theatre School w Toronto, gdzie została odkryta podczas prezentacji monologu.
Swoją pierwszą rolę gościnną otrzymała w 2001 roku w serialu Jezioro wilków (Wolf Lake), co następnie zaowocowało rolą w serialu Cień anioła (Dark Angel), w którym Sarah pojawiła się u boku Jessiki Alby. Jeszcze w tym samym roku artystka wystąpiła wraz z Antonio Sabato Jr. i Emmanuelle Vaugier w thrillerze psychologicznym Wojna umysłów (Mindstorm). Pierwszą rolę, dzięki której zaistniała w dłuższej pamięci widzów, zagrała w slasherze Oszukać przeznaczenie 2 (Final Destination 2) w 2003 roku. Po gościnnej roli w trzecim i czwartym sezonie serialu Tajemnice Smallville (Smallville) zdobyła rzesze wielbicieli na całym świecie, co przyczyniło się do posypania licznych ofert filmowych w kierunku Carter. Obecnie Sarah wciela się w postać Madeline Poe w serialu telewizyjnym Shark.
Zagrała również w serialu Falling Skies jako Maggi (2011–2014)
W wolnym czasie Sarah lubi wracać do swojej pierwszej pasji – tańca. Lubi także uprawiać jogę, czytać dobre książki i chodzić do kina.